# 威廉·帕克斯
威廉·帕克斯（英語：William Parks，1921年12月11日—2008年12月10日），美国男子帆船运动员。他曾代表美国参加1960年夏季奥林匹克运动会帆船比赛，联同罗伯特·霍尔珀林获得一枚铜牌。